# Championnats de France de natation en eau libre 2020
Navigation
Lissac-sur-Jouze 2019 Gravelines
2021
Les Championnats de France de natation en eau libre 2020 ont lieu à Jablines du 25 au 28 septembre 2020. 
Ces championnats permettent aux meilleurs athlètes de se qualifier pour les Championnats d'Europe de natation 2020.

## Podiums

### Hommes
| Épreuves | Or                   | Or                 | Argent               | Argent             | Bronze         | Bronze             |
| -------- | -------------------- | ------------------ | -------------------- | ------------------ | -------------- | ------------------ |
| 5 km     | Marc-Antoine Olivier | 52 min 40 s 19     | Sacha Velly          | 52 min 50 s 90     | Axel Reymond   | 52 min 51 s 68     |
| 10 km    | Marc-Antoine Olivier | 1 h 53 min 33 s 26 | Fares Zitouni        | 1 h 53 min 37 s 77 | Sacha Velly    | 1 h 53 min 38 s 13 |
| 25 km    | Axel Reymond         | 4 h 58 min 46 s 69 | Alexandre Verplaetse | 5 h 00 min 0 s 44  | Matthieu Magne | 5 h 04 min 7 s 65  |

### Femmes
| Épreuves | Or               | Or                 | Argent           | Argent             | Bronze          | Bronze             |
| -------- | ---------------- | ------------------ | ---------------- | ------------------ | --------------- | ------------------ |
| 5 km     | Océane Cassignol | 58 min 47 s 60     | Aurélie Muller   | 58 min 51 s 27     | Lara Grangeon   | 59 min 1 s 78      |
| 10 km    | Océane Cassignol | 2 h 00 min 47 s 91 | Lisa Pou         | 2 h 00 min 47 s 97 | Madelon Catteau | 2 h 01 min 56 s 83 |
| 25 km    | Lisa Pou         | 5 h 19 min 15 s 79 | Caroline Jouisse | 5 h 22 min 11 s 71 | Marie Kuntzmann | 5 h 27 min 44 s 38 |

### Mixte
| Épreuves    | Or | Or             | Argent                                                                        | Argent         | Bronze                                                                                        | Bronze         |
| ----------- | --- | -------------- | ----------------------------------------------------------------------------- | -------------- | --------------------------------------------------------------------------------------------- | -------------- |
| Relais      | |                |                                                                               |                |                                                                                               |                |
| 4 × 1 250 m | Montpellier Métropole Natation Océane Cassignol Enzo Roldan Munoz Anastassia Kirpitchnikova Damien Joly | 56 min 13 s 73 | AAS Sarcelles Natation 95 Claire Six Clément Kukla Lara Grangeon Axel Reymond | 56 min 55 s 48 | Lille Métropole Natation Cassandre Huguet Jean-Baptiste Clusman Kaxandra Moreau Simon Clusman | 58 min 42 s 65 |